# Herb McKenley
Herb McKenley (Pleasant Valley, Jamaica 1922 - Kingston 2007) fou un atleta jamaicà, especialista en curses de velocitat i mitjana distància.

## Biografia
Va néixer el 10 de juliol de 1922 a la ciutat de Pleasant Valley, situada a l'illa de Jamaica.
Va morir el 26 de novembre de 2007 a la seva residència de Kingston, capital del país, a conseqüència d'una pneumònia.

## Carrera esportiva
Va participar, als 26 anys, en els Jocs Olímpics d'Estiu de 1948 celebrats a Londres (Regne Unit), on va aconseguir guanyar la medalla de plata en la prova dels 400 metres just pel darrere del seu compatriota Arthur Wint. Així mateix participà en els 200 metres llisos, on finalitzà quart, i en els relleus 4x400 metres l'equip jamaicà no aconseguí finalitar la final al lesionar-se Wint enmig de la competició. En els Jocs Olímpics d'Estiu de 1952 realitzats a Hèlsinki (Finlàndia) aconseguí guanyar tres medalles: la medalla de plata en els 100 metres i en els 400 metres així com la medalla d'or en la prova dels relleus 4x400 metres, on l'equip jamaicà establí un nou rècord del món amb un temps de 3:03.9 segons.
Al llarg de la seva carrera aconseguí guanyar tres medalles de bronze en els Jocs Panamericans i dues medalles d'or en els Jocs Centreamericans i del Carib.
Entre 1954 i 1973 fou president de la Federació Jamaicana d'atletisme. L'any 2004 fou guardonat amb l'Orde del Mèrit del seu país.